# Sidi Ladjel
Sidi Ladjel (em árabe: سيدي لعجال) é uma cidade e comuna localizada na província de Djelfa, Argélia. De acordo com o censo de 2008, a população total da cidade era de 13 661 habitantes.